# Bash.im
«bash.im — Цитатник Рунета» (также известен как bash.org.ru, «Башорг», «БАШ» или «БОР») — развлекательный интернет-сайт, на котором публиковались присланные посетителями смешные, забавные фрагменты электронной переписки или произошедшие истории. Ресурс являлся одним из самых посещаемых юмористических ресурсов русскоязычного сегмента всемирной сети. Ежедневная аудитория составляла более 350 тыс. читателей, не считая RSS-подписчиков.
В марте 2007 года bash.org.ru занял третье место в рубрике «Архив года» на сетевом конкурсе РОТОР. В мае 2008 года bash.org.ru получил Гран-при РОТОР в рубрике «Юмористический сайт года». Согласно правилам, в 2009 году сайт в конкурсе не участвовал, но уже в сентябре 2010 года bash.org.ru занял первое место в рубрике «Юмористический сайт года» РОТОРа.
24 февраля 2022 года после начала вторжения России на территорию Украины сайт прекратил свою работу.

## История
Сайт был создан в 2004 году по аналогии с англоязычным bash.org представителем российского и башкирского аниме-фэндома Андреем Лавровым, известным под ником DarkRider. Изначальная база цитат была собрана Лавровым из архивов ботов, установленных на каналах IRC-сети RusNet, где общались поклонники аниме. Он же написал движок сайта и в январе 2004 года организовал хостинг у себя на работе — на корпоративном сервере ЗАО «АММ» в Уфе.
В дальнейшем базу пополняли читатели сайта, многие из которых и были посетителями цитируемых каналов. Из-за незначительного количества посетителей первоначально на сайте отсутствовала модерация и цитаты появлялись на сайте сразу же после добавления. По мере роста популярности количество цитат стало возрастать, и через несколько месяцев было введено предварительное отсеивание цитат по субъективным критериям модераторов.
Изначально цитировались только IRC-чаты, позже появились фрагменты переписки из других средств интернет-общения (программ мгновенного обмена сообщениями, форумов, блогов), а также высказывания и истории, присылаемые ежедневно посетителями сайта. С ростом популярности сайта некоторые посетители стали отправлять придуманные самостоятельно цитаты (так называемые фейки, от англ. fake).
С сентября 2005 года ресурс был перенесён на сервер в Москве, где к Лаврову присоединился Константин Груша (zoi), отвечавший за хостинг.
С 1 августа 2007 года на сайте трижды в неделю публикуются небольшие комиксы, созданные по мотивам отдельных цитат. Большинство комиксов создают профессиональные художники издательства «Фабрика комиксов», изредка публикуются читательские работы.
29 октября 2007 года сервер bash.org.ru подвергся массированной DDoS-атаке. Одновременно с тем, как сайт был выведен из строя, по блогам была распространена информация о якобы изъятии серверов ФСБ. 31 октября эффект от атаки удалось уменьшить, а 1 ноября работа сайта была восстановлена с открытием зеркала у норвежского провайдера Hostex Internet Services. С 9 ноября работа серверов восстановлена в полном объёме в датацентре РБК.
27 ноября 2007 года проект занял первое место в народном голосовании «Премии Рунета 2007».
1 апреля 2008 года было добавлено 1355 цитат из книги Д. Э. Розенталя «Справочник по правописанию и литературной правке». Его фамилией они и были подписаны. Кроме того, на главной странице была вывешена следующая новость:

Сегодня, в начале второго квартала 2008 года, Российская академия наук рада сообщить о начале сотрудничества с известным архивом сетевого фольклора — Цитатником Рунета (bash.org.ru).
Стороны обязуются провести ряд мероприятий, направленных на повышение грамотности сетевого населения. Лозунг новой программы:
«БОР — это стопроцентная грамотность + интернетизация всей страны».

11 июля 2008 года добавлен автоматизированный архив с лучшими цитатами «Бездны», не попавшими на главную.
28 июля 2008 года Wordstream, штатный форум сайта закрыт администрацией. Сначала на нём размещалась запись «Pool closed due to AIDS», которая чуть позже была заменена на «Бассейн закрыт, в нём червие».
8 августа 2008 года главная страница, поиск и просмотр объединены в одно целое.
3 ноября 2008 года командой bash.org.ru был создан родственный сайт IT happens, ставивший перед собой аналогичные цели, что и изначальный ресурс, но имеющий узконаправленную программистскую специфику. Новый сайт предназначается для относительно длинных историй в отличие от bash.org.ru. Для начального наполнения нового сайта взяты истории, ранее опубликованные на bash.org.ru.
В декабре 2008 года «Bash.org.ru» занял второе место в предварительном народном голосовании «Премии Рунета 2008».
1 апреля 2009 года в честь Дня смеха сайт и все цитаты были переведены автоматическим переводчиком на белорусский язык.
1 апреля 2010 года в честь Дня смеха сайт и все цитаты были представлены в дореформенной орфографии и оформлены в стиле периодики того времени. В шапке сайта размещалась надпись «Е. И. В. Русскаго Эѳирнета Юмористіческий Вестникъ», на главной странице добавлена новость:

Господа!
Съ глубокимъ удовлетвореніемъ спешимъ сообщить вамъ прекрасную новость — возможно, лучшую съ момента начала изданія «Вѣстника». Сегодня, после длительной и всѣсторонней инспекціи, проведенной спеціальной комиссіей Имперской Коллегіи по Охранѣ Благопристойности Печати, было подписано Высочайшѣе распоряженіе, не только поднимающее классность нашаго изданія на одну ступень, но тако же и рекомѣндующее насъ въ качествѣ образца въ соблюденіи предписаній Цензурнаго Кодекса.
Каждый щелчокъ мыши, сдѣланный вами на тумблерахъ волеизъявленія, былъ маленькимъ шагомъ къ сегодняшнему тріумфу — отныне мы съ гордостью именуемся не просто Юмористическимъ Вѣстникомъ, но Е. И. В. Русскаго Эѳирнета Юмористическимъ Вѣстникомъ.
Съ благодарностью и наилучшими пожеланіями, искренне ваши, члены коллегіи редакторовъ «Вѣстника».

1 апреля 2011 года в честь Дня смеха на сайт были добавлены новые кнопки для голосования, такие как «ниасилил», «плакали всем офисом», «больше котиков!», «ниачём» и «в игнор!», при нажатии на которые появлялся соответствующий ответ.
1 марта 2012 года сайт сменил домен и полностью переехал с bash.org.ru на bash.im.
1 апреля 2012 года на сайт можно было загружать неограниченное количество любых картинок. На следующий день картинки были убраны, а также появилась подпись администрации: «Погуляли и хватит. Разумеется, у нас здесь не склад котиков, а всё серьёзно!»
1 апреля 2013 года сайт изменили согласно закону о защите детей от насилия и т. п. в интернете, добавили 2 кнопки «для взрослых» и «для детей», при включении второй кнопки заштриховывались часть слов или часть предложений, не подходящих по закону.
24 февраля 2022 года в день, когда Россия начала вторжение на Украину, сайт стал открываться с чёрным фоном и без содержимого. Спустя три дня появилась надпись «НЕТ ВОЙНЕ». 1 апреля сайт перестал работать.
Существует активное зеркало сайта. С 24 февраля по 24 декабря 2022 года записи на нём не выходили.

## Структура ресурса
Поскольку bash.im являлся цитатником, в статье для интересного чтения использовались цитаты с самого ресурса. Как правило, вставлялся оригинальный текст с авторской орфографией, но иногда добавлялись исправленные версии без грубых выражений или с удалёнными бессмысленными репликами, во избежание загромождения статьи. Администрация сайта не была против их использования при указании ссылки на источник.
Весь ресурс можно было разделить на пять частей: Цитатник, Бездна, Комиксы, удалённый раздел Видео и ЖЖ-комьюнити для обратной связи. Последнее располагалось уже за пределами самого́ сайта на популярной блог-платформе LiveJournal, но, несмотря на это, являлось официальным, использовалось для обратной связи и регулярно просматривалось администрацией. Поэтому его можно было рассматривать как часть единого проекта.

### Бездна
Бездна (англ. Abyss) — раздел bash.im, где располагались добавленные пользователями цитаты до их просмотра модераторами. Как только цитата отправлялась пользователем на сайт, она сразу же там появлялась.
На основной странице «Бездны» выводилось 25 случайно выбранных цитат. Если обновить страницу, то выдавалась следующая порция случайных цитат. В отличие от других страниц сайта, здесь нельзя было просмотреть рейтинг. Это было сделано, чтобы избежать так называемого «стадного эффекта» — когда человек читает цитату и голосует за неё, исходя из её текущего рейтинга. Также частым явлением был пропуск пользователями цитат с низким рейтингом при чтении «Бездны», несмотря на то, что отрицательную оценку могли поставить люди с другим чувством юмора. Хотя показатель рейтинга отсутствовал, всегда можно было проголосовать за цитату, используя стандартные доступные инструменты сайта. Цитаты с рейтингом ниже −5 через некоторое время автоматически скрывались от посетителей, и были видны только модераторам.
Кроме основной страницы, в «Бездне» имелся так называемый «Топ Бездны». На ней отображались 25 цитат из «Бездны», которые имели самый высокий рейтинг. Хоть в «Топе Бездны» и отображалось количество набранных голосов, здесь отсутствовали инструменты для голосования. Это было сделано, чтобы избежать искусственного поднятия (накрутки) рейтинга или же, наоборот, корыстного опускания неприятных читателю цитат.
Также в «Бездне» имелся так называемый архив лучшего Бездны. В нём отображались цитаты, понравившиеся читателям «Бездны». Туда автоматически попадали цитаты с количеством голосов более 25, чаще всего они туда проходили через «Топ Бездны».
Максимальный срок жизни цитаты в «Бездне» не превышал 196 часов. За это время модераторы успевали её просмотреть. Тогда цитата удалялась из базы данных сайта или же попадала непосредственно в «Цитатник» (на главную страницу). При этом рейтинг цитаты обнулялся.

### Цитатник
Это самый главный раздел ресурса bash.im. В «Цитатнике» содержались одобренные модераторами цитаты из «Бездны». На главной странице сайта отображалось 100 последних цитат именно из этого «Цитатника». Здесь над каждой цитатой был её номер (идентификатор), инструменты голосования и текущий рейтинг. С 30 апреля 2008 года рейтинг цитат, добавленных за последние 24 часа, скрывался; чтобы его увидеть, необходимо было проголосовать за цитату, а с 5 мая 2008 рейтинг новых цитат стал не виден даже после голосования. До 15 апреля 2008 года там же отображался псевдоним одобрившего модератора. Ранее перед псевдонимом модератора добавлялась английская фраза «approved by» (рус. одобрена). Именно из-за этой фразы модераторов bash.org.ru принято называть аппруверами. Позднее данная информация была убрана из публичного доступа.
Кроме последних цитат, можно было просмотреть все цитаты с сортировкой по рейтингу и по дате добавления или 50 случайных из «Цитатника». Также была страница с набравшими наивысший рейтинг цитатами. Здесь отображались 10 лучших за сутки и по 25 цитат недели, месяца и года.
Несмотря на то, что побывавшие на главной странице цитаты приобретали вечную жизнь в «Цитатнике», некоторые из них модераторы удаляли. Это происходило через некоторое время с цитатами с отрицательным рейтингом и так называемыми «боянами» — цитатами, шутки в которых не являются новыми.
Особое отношение у администрации было к переводным цитатам с других цитатников. Если модератор во время рассмотрения цитаты на утверждение признавал в ней перевод, то эта цитата не утверждалась и удалялась. Если цитата попадала в «Цитатник» и потом выяснилось, что она переводная, то её судьба зависела от рейтинга. Если она набирала меньше 100 (меньше 500 за сутки) голосов, то её удаляли, если больше — снабжали ссылкой на источник.

### Комикс-стрипы
С 1 августа 2007 года начали выходить комикс-стрипы по мотивам цитат, по одному каждый понедельник, среду и пятницу. Они рисовались, как правило, знакомыми модераторам художниками, но иногда публиковались и работы читателей. Такое, например, произошло с комиксом автора Die Dakishimete, которая анонимно опубликовала ссылку на свою работу в официальном ЖЖ-сообществе, а потом её комикс-стрип появился на bash.org.ru.

### Видео
С 20 июля 2008 года размещались короткие видеоролики по мотивам цитат. Большинством посетителей «Башорга» видеоролики характеризовались отрицательно и часто вызывали аллюзии на телепередачу «Аншлаг». Раздел был удалён из-за постоянных жалоб и выражения недовольства посетителей ресурса ввиду некомпетентности отснятого материала.

### BOR.wordstream
Администрация проекта приурочила введение нового раздела к получению премии «Рунета». Данный раздел представлял собой смесь форума и «Бездны» — только зарегистрированный пользователь мог добавить своё сообщение, которое будет отображаться в специальном разделе «Бездны». Остальные пользователи получали возможность оставить комментарий к этому сообщению. Содержимое основного сайта и доски сообщений никак не пересекалось. В конце июля 2008 года раздел был закрыт администрацией.

## Критика «Башорга»

### Коммерциализация
Весной 2007 года администрация стала размещать рекламу на страницах сайта, объясняя это повышением затрат на содержание сервера из-за увеличения нагрузки. Реклама на страницах ресурса размещалась в виде графических баннеров или блоков с текстом, которые отличались от цитат только цветом текста. Такая текстовая реклама содержала условно-юмористический текст, часто оформленный в виде цитаты, и ссылку на рекламируемый продукт или ресурс. Многие читатели негативно реагировали на коммерциализацию сайта, однако после появления рекламы популярность сайта не снизилась.

### Комментарии к цитатам
Некоторые цитаты вызывали у читателей стремление их обсудить из-за содержания недостоверных фактов, желания рассказать про аналогичный случай или просто высказать своё мнение. Для подобных случаев администрацией было специально создано комьюнити на платформе LiveJournal, которое, однако, не стало популярным, и читатели предпочитали обсуждать цитату в самой «Бездне». Для этого пользователь копировал текст цитаты, дописывал внизу свой комментарий и добавлял на сайт как новую цитату. Сразу оказавшись в «Бездне», откомментированная цитата могла побудить остальных пользователей ответить на комментарий или высказать другую точку зрения. Для решения этой проблемы было предложено добавить возможность оставлять комментарии для каждой цитаты. Разработчики bash.org.ru это предложение проигнорировали, а большая часть посетителей высказалась против такого нововведения.
Во многих больших IRC-сетях инициативными пользователями были созданы специализированные каналы, на которых программа-робот периодически выдавала цитаты с сайта. Другими энтузиастами были созданы сходные с форумами сайты, где читатели могли высказывать своё мнение по той или иной цитате.

### AJAX-голосование
До 30 апреля 2008 каждый раз при голосовании на bash.org.ru открывалась отдельная страница с цитатой, которая содержала рекламные блоки. Это увеличивало потребление трафика и создавало неудобства при чтении, так как приходилось возвращаться назад. 1 декабря 2007 года в «Wordstream» и «Бездне» для всех, чьи браузеры поддерживают JavaScript, сделано голосование без перезагрузки страницы. С 30 апреля 2008 года везде на сайте стала использоваться технология AJAX.

### Изменение стиля
С момента создания «Башорга» стиль цитат существенно изменился: при создании сайт содержал преимущественно цитаты, связанные с профессиональным околокомпьютерным юмором. Часть ранних цитат могла быть непонятна человеку со стороны, требовала профессиональных знаний программиста либо системного администратора. С увеличением посещаемости сайта количество подобных цитат существенно уменьшилось, и возросло количество цитат с бытовым юмором, фрагментами известных анекдотов и историй, различными «баянами». В результате появился сайт ibash.org.ru, старающийся следовать оригинальной концепции размещения компьютерного юмора.

## Другие проекты
- 3 ноября 2008 года основатели bash.org.ru создали сопутствующий ему проект IThappens.ru, в котором публикуют «истории про рыцарей консоли и паяльника». В этом качестве выступают как переделанные в истории цитаты из «Бездны», так и специально присланные материалы. В настоящее время проект не обновляется с 3 декабря 2015 года.
- Также запущен проект zadolba.li с историями продавцов о надоевших им покупателях и наоборот.
- После целой волны цитат поклонниками Башорга был создан сайт killpls.me, где собираются цитаты о различных несчастьях.